# Ireneusz Kanicki
Ireneusz Kanicki (ur. 10 stycznia lub 10 kwietnia 1929 w Wieluniu, zm. 5 kwietnia 1982 w Warszawie) – polski aktor i reżyser teatralny, dyrektor Teatru Klasycznego w Warszawie w latach 1965-1972.

## Edukacja
Ukończył prawo na Uniwersytecie Łódzkim (1951). Był wolnym słuchaczem wydziału aktorskiego Państwowej Wyższej Szkoły Aktorskiej w Łodzi. W 1953 zdał eksternistyczny egzamin aktorski w Krakowie.

## Kariera aktorska
Występował w Teatrze im. Wojciecha Bogusławskiego w Kaliszu (1952-1955), Teatrze Polskim w Poznaniu (1952-1955), Teatrze Satyry w Poznaniu (sez. 1955/1956) oraz Teatrze im. Stefana Jaracza w Łodzi (1956-1958), w Domu W.P. Miniatury w Warszawie (sez. 1959/1960), Teatrze Ludowym w Warszawie (sez. 1960/1961, tam również reżyserował) oraz Teatrze Klasycznym w Warszawie (sez. 1960/1961). Wystąpił m.in. w rolach: Filona (Balladyna), Lucjana (W słońcu), Wejrocha (Pruski mur), Szczęsnego (Horsztyński), Kaliguli (Kaligula), Jana z Lotaryngii (Pierścień Księżnej Anny) i Trojana (Hotel Astoria).

## Kariera reżyserska
W latach 1958–1961 jako asystent Państwowej Wyższej Szkoły Aktorskiej w Łodzi współreżyserował przedstawienia dyplomowe. Reżyserował również w Teatrze Dramatycznym w Poznaniu, Operetce Łódzkiej, Teatrze Muzycznym w Szczecinie i Teatrze Komedia w Warszawie. Wyreżyserował również ponad 40 spektakli telewizyjnych. Wyreżyserował m.in.: Karykatury, Romeo i Julię, Śluby panieńskie, Klub kawalerów, Ondynę Jeana Giraudoux i Don Juana Tadeusza Rittnera.

## Okres dyrekcji Teatru Klasycznego w Warszawie
Sprawował funkcję dyrektora i kierownika artystycznego Teatru Klasycznego w Warszawie w okresie od 1 lutego 1965 do 31 stycznia 1972.

## Twórczość
Pisał utwory wiersze i opowiadania poświęcone tematyce wojennej i uczuciowej. Największym jego sukcesem literackim był spektakl Dziś do ciebie przyjść nie mogę oparty na tekstach piosenek partyzanckich. Spektakl cieszył się dużym powodzeniem i w latach 1967-1984 był wielokrotnie wystawiany w Polsce i za granicą (Jugosławia i USA).